# Nisοs Koufοnisi, guro nisides kai nisides Kavallοi
Nisοs Koufοnisi, guro nisides kai nisides Kavallοi este o arie protejată (arie de protecție specială avifaunistică — SPA) din Grecia întinsă pe o suprafață de 464,27 ha, integral pe uscat.

## Localizare
Centrul sitului Nisοs Koufοnisi, guro nisides kai nisides Kavallοi este situat la coordonatele 34°56′21″N 26°08′20″E / 34.939094°N 26.13899°E.

## Înființare
Situl Nisοs Koufοnisi, guro nisides kai nisides Kavallοi a fost declarat arie de protecție specială avifaunistică în martie 2010 pentru a proteja 13 specii de animale.

## Biodiversitate
Situată în ecoregiunea mediteraneană, aria protejată nu include niciun habitat protejat.
La baza desemnării sitului se află mai multe specii protejate de  păsări (13): șorecarul comun (Buteo buteo), erete alb (Circus macrourus), prepeliță (Coturnix coturnix), egretă mică (Egretta garzetta), Falco eleonorae, șoim călător (Falco peregrinus), piciorong (Himantopus himantopus), rândunică (Hirundo rustica), Phalacrocorax aristotelis desmarestii, Phalacrocorax carbo sinensis, corcodel mare (Podiceps cristatus), Tachymarptis melba, fluierarul de zăvoi (Tringa ochropus).
Pe lângă speciile protejate, pe teritoriul sitului au mai fost identificate 7 specii de plante.